# Orcheston
Orcheston est une paroisse civile et un village dans le Wiltshire en Angleterre.  Elle résulte de la fusion de deux anciennes paroisses, Orcheston St Mary et Orcheston St George.
La population était de 339 habitants en 2011.